# Paul Gachet
Paul Ferdinand Gachet [pól ferdinan gaše] (30. července 1828 Lille – 9. ledna 1909 Auvers-sur-Oise) byl francouzský lékař a amatérský malíř, příslušník hnutí impresionistů.
Narodil se v Lille a vyrostl v Mechelenu, vystudoval medicínu na Pařížské univerzitě se zaměřením na duševní choroby, pracoval v nemocnicích Hôpital de la Salpêtrière a Hôpital Bicêtre a pak si zařídil soukromou praxi. V době pruské invaze sloužil jako vojenský lékař u Národní gardy. Patřil také k průkopníkům homeopatie ve Francii. Od studentských let se zajímal o výtvarné umění, přátelil se s mnoha malíři (Gustave Courbet, Camille Pissarro, Charles-François Daubigny) a shromáždil rozsáhlou sbírku obrazů, kterou po druhé světové válce jeho dědicové přenechali státu.
V roce 1872 se odstěhoval z Paříže na venkov, kdy byly příznivější podmínky pro jeho ženu, trpící tuberkulózou. V roce 1890 žil v Auvers-sur-Oise nedaleko Vincenta van Gogha, jemuž pomáhal lékařskými radami i finančně, malíř vytvořil těsně před svou smrtí proslulý obraz Portrét dr. Gacheta, který se v roce 1980 prodal v aukci za rekordní částku 82 500 000 dolarů. Paul Gachet zemřel v roce 1909 a je pochován na pařížském hřbitově Père-Lachaise. Jeho dům v Auvers-sur-Oise slouží od roku 2003 jako muzeum.
Své obrazy podepisoval pseudonymem Paul van Ryssel (Ryssel je staré vlámské jméno města Lille). Účastnil se výstav v Salonu nezávislých, psal také výtvarné kritiky pod jménem Blanche de Mézin.
Postava doktora Gacheta se objevila v řadě životopisných děl. Ve filmu Žízeň po životě (1956) ho hrál Everett Sloane, ve filmu Van Gogh (1991) Gérard Séty a ve filmu U brány věčnosti (2018) Mathieu Amalric.